# Ga Tùng Sơn
Tùng Sơn (tiếng Trung: 松山; bính âm: Sōngshān) là ga đường sắt và tàu điện ngầm ở Đài Bắc, Đài Loan được phục vụ bởi Cục quản lý Đường sắt Đài Loan và Tàu điện ngầm Đài Bắc.